# Keith Notary
Keith Notary, né le 22 janvier 1960 à Merritt Island, est un skipper américain. 

## Carrière
Keith Notary participe aux Jeux olympiques d'été de 1992 à Barcelone. Il remporte la médaille d'argent dans l'épreuve du Tornado avec Randy Smyth.